# Eudarcia caucasica
Eudarcia caucasica är en fjärilsart som beskrevs av Aleksei Konstantinovich Zagulajev 1978. Eudarcia caucasica ingår i släktet Eudarcia och familjen äkta malar. Inga underarter finns listade i Catalogue of Life.